# Verticordia fimbrilepis
Verticordia fimbrilepis là một loài thực vật có hoa trong Họ Đào kim nương. Loài này được Turcz. miêu tả khoa học đầu tiên năm 1847.